# Ярослав Семен Юрійович
Семе́н Ю́рійович Ярослав (1888—1974) — український фізіолог, завідувач кафедри фізіології Київського ветеринарно-зоотехнічного інституту.

## Біографія
1914 року захистив докторську дисертацію на тему «Комбінація морфію з білеротівською сумішшю для загальної анестезії собак». Працював у фізіологічній лабораторії Київського медичного інституту під керівництвом Василя Чаговця. Організував «фабрику шлункового соку», яка допомагала фінансувати кафедру.
У 1926—1938 роках завідував кафедрою фізіології Київського ветеринарно-зоотехнічного інституту (з 1930 року — Київський ветеринарний інститут). У 1938—1941 роках був завідувачем експериментальної лабораторії Інституту клінічної медицини. Під час німецької окупації Києва працював у Київському ветеринарному інституті. У 1944—1956 роках був завідувачем кафедри фізіології Київського педагогічного інституту. Після приєднання біологічних кафедр до Київського державного університету знову коротко завідував кафедрою в ветеринарному інституті (1956—1957), а надалі разом з кафедрою приєднався до Української сільськогосподарської академії (1957—1969).

## Науковий внесок
Досліджував фізіологію травлення, кровообігу та руху лімфи, електрокардіографію, фізіологію молочної залози. Також вивчав вищу нервову діяльність та обмін речовин. Розробив модифікацію метода Павлова з ізоляції фрагмента шлунку.
Експериментально заразив себе невідомим на той час стахіботріотоксикозом, за що був нагороджений орденом «Знак пошани».
Під його керівництвом захищено 12 кандидатських дисертацій, зокрема Володимиром Науменком (1958), Петром Лященком (1966) та Б. В. Олійником.

## Наукові праці
Опублікував понад 100 наукових праць, зокрема 4 підручники та посібник з фізіології людини та тварини.
- Ярослав, С. Ю., Науменко, В. В., & Ермолаева, К. С. (1961). Температура и моторика рубца у жвачных. In Материалы Всесоюз. межвуз. науч. конф. зоовет. вузов и факультетов (p. 227).
- Ярослав, С. Ю., Науменко, В. В., & Ермолаева, К. С. (1964). Изменение температуры рубца и слизистой оболочки желудка с.-х. животных под влиянием кормовых раздражителей. Теплообразование в организме, 238.
- Ярослав, С. Ю., & Ананенко, М. Т. (1971). Фізіологія людини і тварин. К.: Вища школа.
- Ярослав, С. Ю., & Ананенко, М. Т. (1976). Практикум з фізіології людини і тварини. К.: Вища школа, 380, 5.